# Jatznick
Jatznick – miejscowość i gmina we wschodniej części kraju związkowego Meklemburgia-Pomorze Przednie, w powiecie Vorpommern-Greifswald, wchodzi w skład Związku Gmin Uecker-Randow-Tal z siedzibą w stolicy powiatu mieście Pasewalk.

## Toponimia
Nazwa, zapisana w 1490 roku w formie Jatzenik (*Jasenik) ma pochodzenie słowiańskie, z połabskiego *jasen „jesion”. Tłumaczona na język polski jako Jasiennik.

## Geografia
Jatznick ze swoją przekraczającą 2 000 mieszkańców populacją, jest największą gminą ze wszystkich podlegających Związkowi Gmin Uecker-Randow-Tal. 
Miejscowość leży na północno-wschodnim krańcu tzw. "Północnych Wysokich Pleców", czyli moreny czołowej. Morena ta ciągnie się na zachód od miasta jeszcze przez 25 km. i wznosi się na wysokość 153 m n.p.m. w rejonie Brohmer Berge.
Na północ i na wschód od Jatznicka krajobraz staje się bardziej płaski: od Puszczy Wkrzańskiej, przez Zalew Szczeciński, aż do Friedländer Große Wiese. Koło Waldeshöhe znajduje się Aalsee, największe jezioro regionu, którego powierzchnia wynosi 0,8 hektara.

## Podział administracyjny
Części gminy (Ortsteil):
- Belling od 1 stycznia 2001 r.
- Blumenhagen od 1 stycznia 2012
- Klein Luckow od 1 stycznia 2012
- Sandförde z Wilhelmsthalem
- Waldeshöhe

## Historia
Pierwsza pisemna wzmianka o Jatznicku jako miejscu pochodzi z 1345 r. Początkowo miejsce to było zamieszkane przez Słowian.
1 stycznia 2012 do gminy przyłączono gminy Blumenhagen oraz Klein Luckow, które stały się jednocześnie jej częściami (Ortsteil).

## Polityka

### Współpraca
Miejscowość partnerska:
- Kargowa, Polska

## Kultura i zabytki
Największą atrakcją Jatznicka jest ogród dendrologiczny.

## Gospodarka i Infrastruktura
Na obszarze gminy Jatznick rozwija się głównie rolnictwo oraz przemysł drzewny.

### Komunikacja
Jatznick leży przy drodze krajowej B109 z Pasewalku do Anklam oraz na trasie linii kolejowej Berlin–Stralsund. W odległości 20 km od gminy przebiega także autostarda A20. Od 1884 r. Jatznick posiada także kolejowe połączenie z Ueckermünde.

## Miasta partnerskie
- Kargowa